# Hårig dolkstekel
Hårig dolkstekel (Scolia hirta) är en stekelart som först beskrevs av Franz Paula von Schrank 1781.  Hårig dolkstekel ingår i släktet dolksteklar, och familjen dolksteklar. Enligt den svenska rödlistan är arten nära hotad i Sverige. Arten förekommer på Gotland och Götaland. Artens livsmiljö är jordbrukslandskap, stadsmiljö.

## Bildgalleri

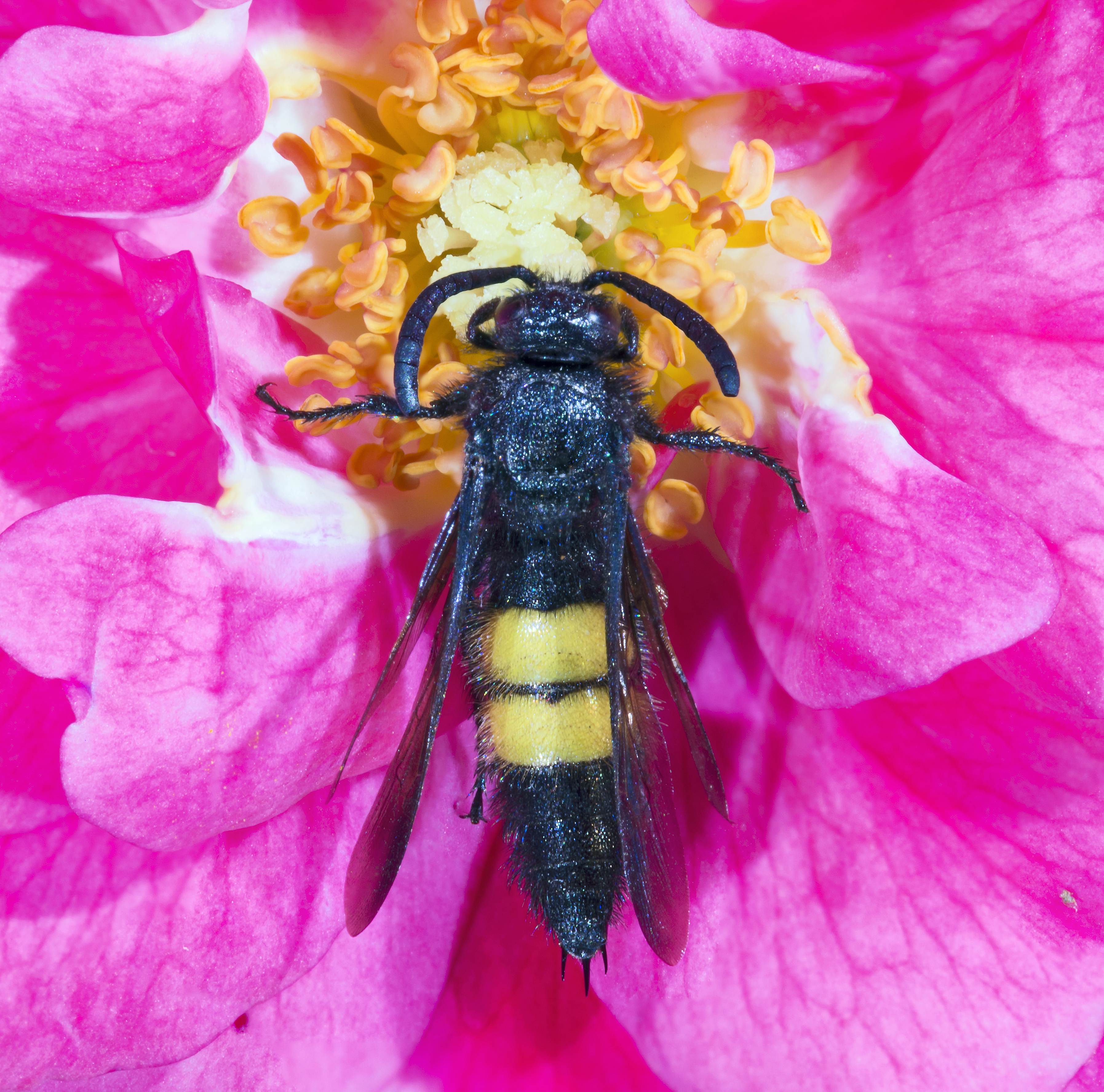
♂
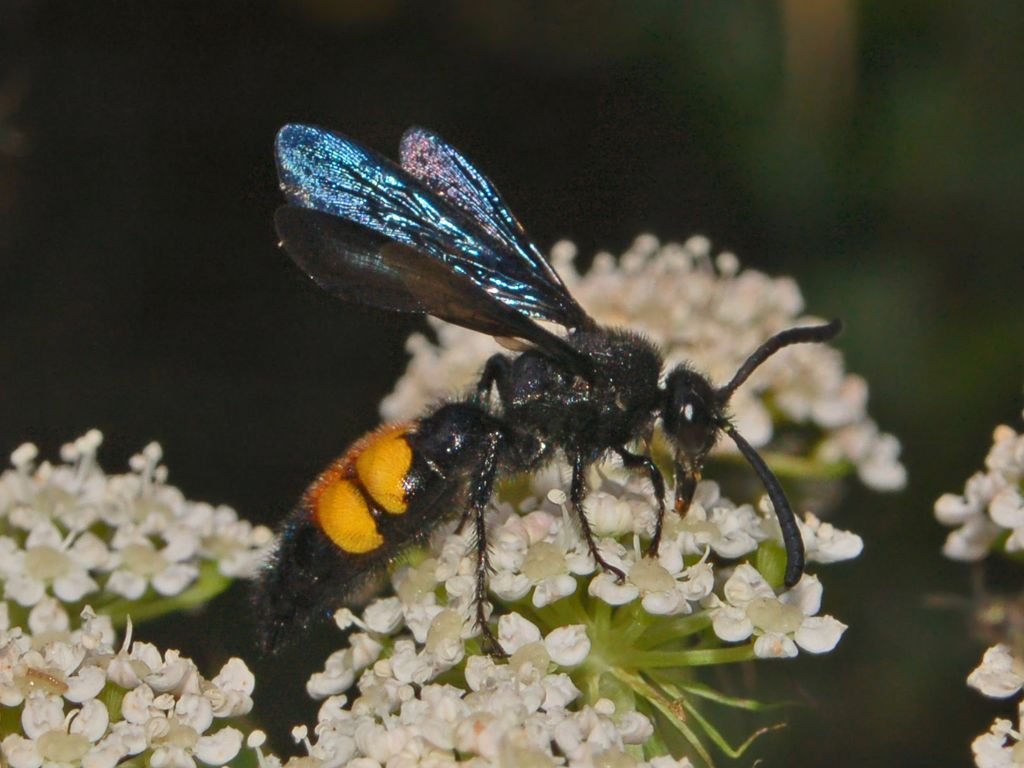
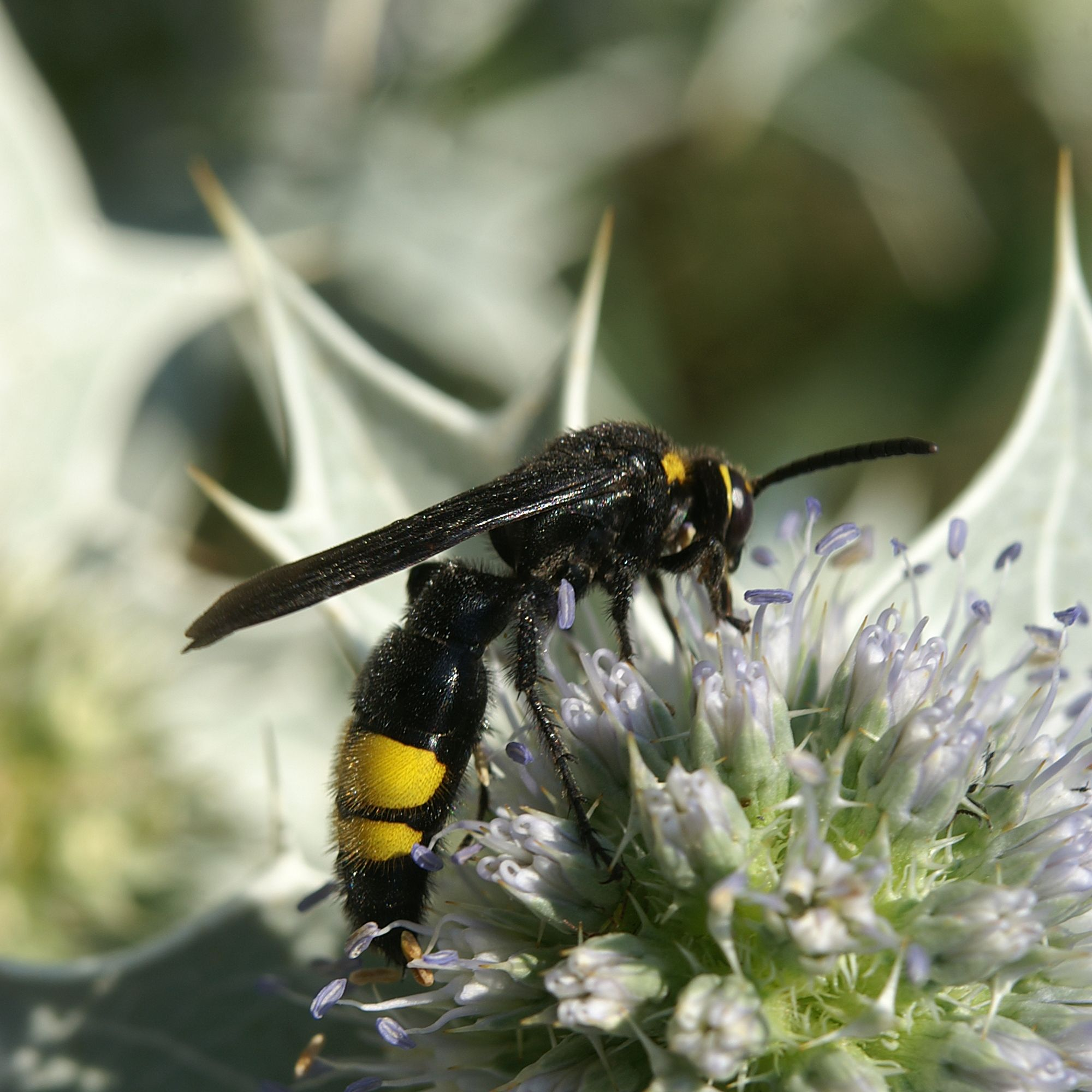
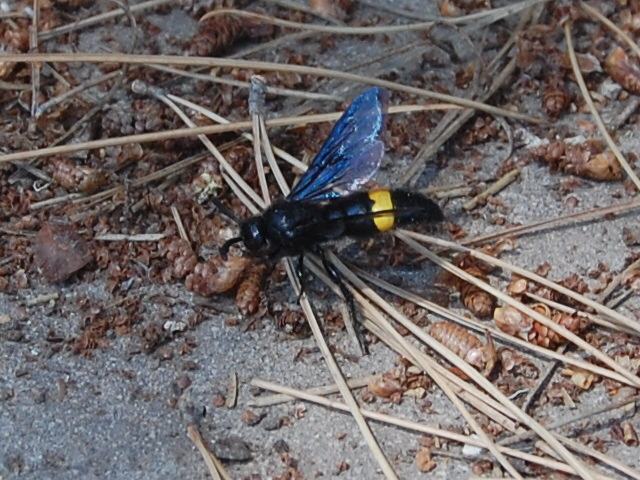